# Calul năzdrăvan

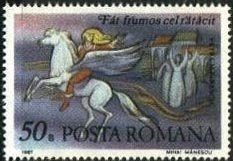
Făt-Frumos pe cal, timbru din 1987

Calul fantastic sau calul năzdrăvan, este prezent într-o arie mitologică vastă (Pegasos la greci; Sleipnir, calul lui Odin, la scandinavi; Merani la kartvelii caucazieni). În mitologia folclorică româneasca, acesta are sens dublu: cal zburător și consilier al eroului.

## Natură și atribute
Nefolosit, Calul năzdrăvan pare o mârțoagă fără valoare, singurul mijloc de a-l redresa fiind hrănirea cu jăratic, iar atunci, după restabilirea funcțiilor potențiale, el nu se avântă deodată în zbor, ci face mai întâi o probă, adică o evoluție de încercare. Adesea, păstrează în urechile sale multiple obiecte magice: o perie care, aruncată îndărăt, se preface în pădure impenetrabilă, o gresie sau un inel, din care răsare un munte, respectiv un zid, inescaladabil.
Aproape întotdeauna, Calul Năzdrăvan efectuează toate muncile intelectuale și fizice dificile sau insolite, necesare eroului. Sunt cazuri de funcționalitate multiplă: încălzirea sau răcirea, cu nările, a băii împărătești, transportul terestru, aerospațial sau cel puțin prin glisare relativistă între tărâmuri; alteori, Calul Năzdrăvan devine car de luptă care se autopilotează abil, în lupinguri iuți împrejurul vrăjmașilor (Zmeul, Scorpia, Ghionoaia), asigurând călărețului său cele mai avantajoase poziții strategice. 

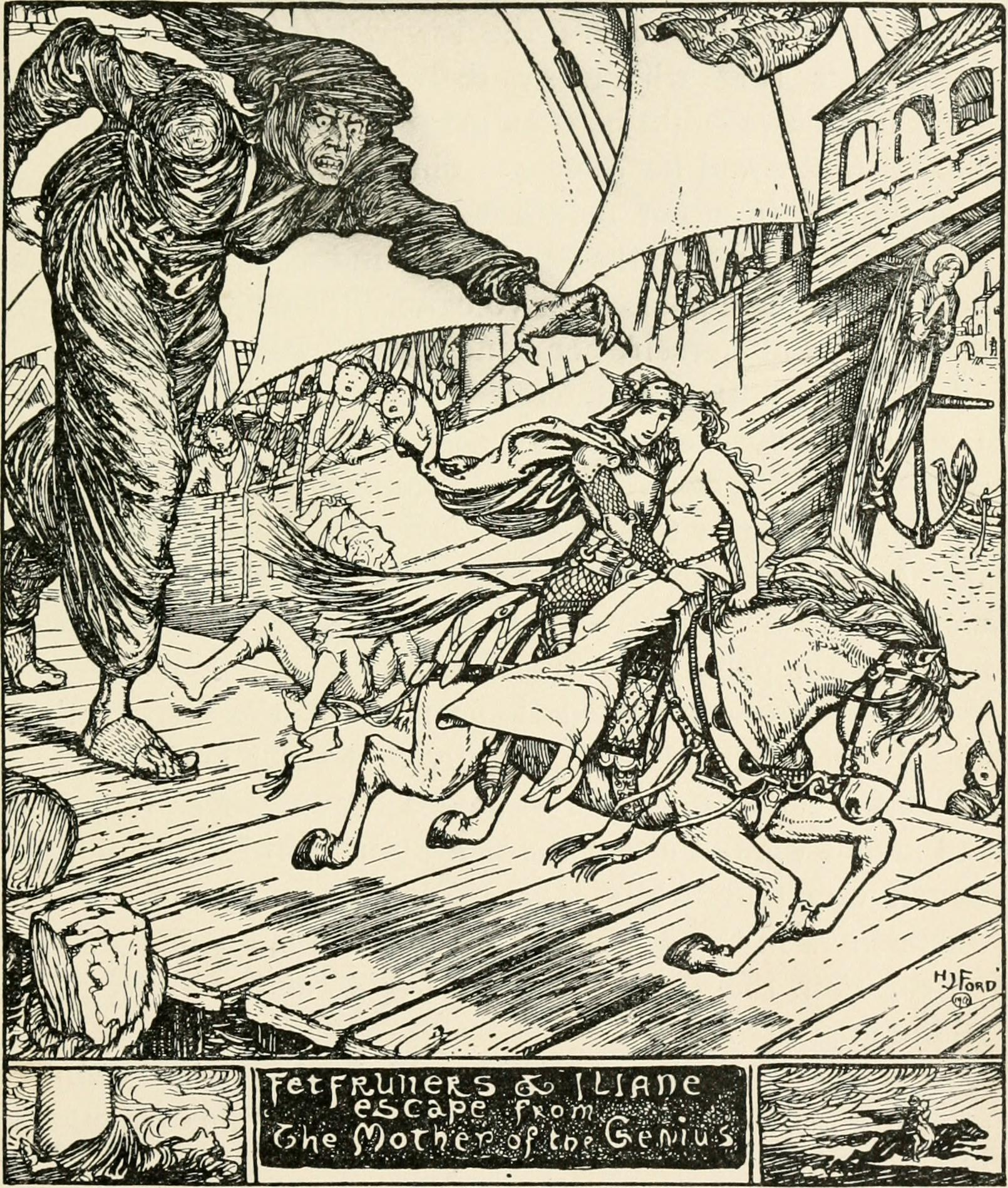
Ilustrație cu personaje de basm pe cal, 1909

Există și indicația nevoii de înlocuire periodică a Calului Năzdrăvan, după o prea mare uzură: "Încă pe cale fiind și silind să ajungă, calul zise fetei: - Stăpână, până acum m-ai ascultat la orice ți-am zis, și toate ți-au mers bine. Ascultă-mă și de astă dată și nu vei greși. Eu sunt bătrân de aci înainte; și mi-e să nu poticnesc. Ia pe frate-meu Galben-de-soare și fă călătoria mai departe cu el. Încredete lui cum te-ai încrezut în mine și nu te vei căi. El este mai tânăr decât mine și mai sprinten, și te va învăța ca și mine ce să faci la vreme de nevoie." 

## Calul năzdrăvan și alți cai mitologici
Deși în genere muritor, Calul năzdrăvan le e superior cailor imortali Xanthos și Balios ai lui Ahile, ca și calului artificial din basmele arabe, prin polifuncționalitate și înțelepciune.